# Charles Moisson
Charles Moisson, nascut el 8 d'agost de 1864 i mort l'1 d'octubre de 1943, és un tècnic i director del cinema mut.

## Biografia
Va treballar com a mecànic per als germans Lumière, i primer va fer els successius prototips del cinematògraf sota la direcció d'Auguste, que va fracassar, i després Louis Lumière. Aquests són millorats per l'enginyer parisí Jules Carpentier. Serge Viallet atribueix a Charles Moisson la creació del "primer llargmetratge de la història del cinema".
Charles Moisson també va assumir el paper de projeccionista amb motiu de les primeres representacions de Lumière davant el públic parisenc a partir de finals de desembre de 1895 al Salon indien du Grand Café de l'Hotel Scribe, 14 boulevard des Capucines. També és un dels molts operadors que Louis Lumière envia arreu del món per alimentar el catàleg Lumière de "vistes fotogràfiques animades", que Edison anomena simplement pel·lícules Immortalitza en particular, amb Francis Doublier, la coronació del tsar Nicolau II de Rússia. L'abril de 1897, va ser el primer a filmar un President de la República Francesa en viatge, Félix Faure a La Roche-sur-Yon. en el que es descriu com el "primer gran reportatge" de l'historial de la imatge animada:
| « | El president Félix Faure és de viatge per l'oest de França i Charles Moisson el segueix durant uns deu dies. Cada dia, fa girar una bobina de pel·lícula durant uns 50 a 55 segons, que s'anomena "visió de llum". Aquest és el primer reportatge de la història del cinema i, per descomptat, és mut. Però el president de la República, el seu entorn i els seus ministres saben molt bé que aquest nou mitjà és important. Ja l'any 1897, el president de la República saludava sovint a la càmera i no al públic present. | » |